# Carl Johan Wachtmeister
Carl Johan Wachtmeister, född den 23 oktober 1793, död den 8 januari 1843 på Säbyholm i Säby socken, Malmöhus län, var en svensk greve och militär. Han var dotterson till John Hall den äldre, son till Claes Adam Wachtmeister, måg till Gotthard von Rehausen samt far till Carl och Gotthard Wachtmeister.
Wachtmeister blev kornett vid livgardet till häst 1811, löjtnant där 1812, ryttmästare 1817 och andre major 1821. Han befordrades till överstelöjtnant i armén 1823 och till överste i armén 1826. Wachtmeister beviljades avsked från regementet 1829 och ur krigstjänsten 1841. Han blev adjutant hos kungen 1817 och generaladjutant 1836. Wachtmeister ägde Marsvinsholm i Balkåkra socken och Rögla i Välinge socken, båda i Malmöhus län. Han blev riddare av Svärdsorden 1820. Wachtmeister vilar i en familjegrav på Norra begravningsplatsen utanför Stockholm.